# Natalie Füllgraf
Natalie Füllgraf (* 2. Mai 2001) ist eine deutsche Leichtathletin.

## Karriere
Füllgraf wurde deutsche Vizemeisterin 2024 mit dem Berlin Track Club in der 3-mal-800-Meter-Staffel. In dieser Disziplin wurde sie außerdem deutsche Hallenmeisterin 2025 mit Cologne Athletics.